# F1 25
F1 25 è un videogioco di corse sviluppato da Codemasters e pubblicato da EA Sports. È il quinto capitolo della serie distribuito da EA Sports, dopo aver acquisito Codemasters a metà febbraio 2021. È basato sul campionato mondiale di Formula 1 2025 e sui campionati di Formula 2 2025 e 2024. È stato pubblicato il 30 maggio 2025 per Microsoft Windows, PlayStation 5 e Xbox Series X/S.

## Modalità di gioco

### Carriera Scuderia 2.0
F1 25 introduce una versione rinnovata della modalità "Carriera Scuderia", denominata Carriera Scuderia 2.0. I giocatori possono creare una nuova scuderia o gestire una già esistente, come Konnersport Racing Team o APXGP. Il sistema di reputazione influenza la possibilità di ingaggiare nuovi piloti e attrarre sponsor, rendendo la gestione della squadra più profonda e realistica.

### Braking Point 3
Torna la modalità storia Braking Point con il terzo capitolo, ambientato nelle stagioni 2024 e 2025. Il giocatore segue ancora le vicende del team fittizio Konnersport Racing Team, con una narrazione cinematografica e opzioni di difficoltà variabili, pensate per soddisfare tanto i neofiti quanto i giocatori esperti.

## Caratteristiche tecniche
Il gioco utilizza una versione aggiornata del motore grafico EGO Engine e implementa la tecnologia liDAR per mappare con maggiore fedeltà i circuiti ufficiali. Questo consente una riproduzione più realistica di tracciati, superfici e dettagli ambientali.

## Piloti e team
F1 25 include le 10 squadre e i 20 piloti della stagione 2025 di Formula 1 e le 11 squadre e i 22 piloti della stagione 2024 di Formula 2. Le 11 squadre e i 22 piloti della stagione 2025 di Formula 2 sono stati inseriti successivamente con un aggiornamento.

### Piloti e team di Formula 1
| Scuderia                               | Costruttore                  | Telaio            | Power unit | Gomme | Nº | Piloti                | Sigla |
| -------------------------------------- | ---------------------------- | ----------------- | ---------- | ----- | -- | --------------------- | ----- |
| McLaren Formula 1 Team                 | McLaren-Mercedes             | MCL39             | Mercedes   | P     | 81 | Oscar Piastri         | PIA   |
| McLaren Formula 1 Team                 | McLaren-Mercedes             | MCL39             | Mercedes   | P     | 4  | Lando Norris          | NOR   |
| Scuderia Ferrari HP                    | Ferrari                      | SF-25             | Ferrari    | P     | 16 | Charles Leclerc       | LEC   |
| Scuderia Ferrari HP                    | Ferrari                      | SF-25             | Ferrari    | P     | 44 | Lewis Hamilton        | HAM   |
| Oracle Red Bull Racing                 | Red Bull Racing-Honda RBPT   | RB21              | Honda RBPT | P     | 1  | Max Verstappen        | VER   |
| Oracle Red Bull Racing                 | Red Bull Racing-Honda RBPT   | RB21              | Honda RBPT | P     | 22 | Yūki Tsunoda          | TSU   |
| Mercedes-AMG PETRONAS Formula One Team | Mercedes                     | W16 E Performance | Mercedes   | P     | 63 | George Russell        | RUS   |
| Mercedes-AMG PETRONAS Formula One Team | Mercedes                     | W16 E Performance | Mercedes   | P     | 12 | Andrea Kimi Antonelli | ANT   |
| Aston Martin Aramco Formula One Team   | Aston Martin Aramco-Mercedes | AMR25             | Mercedes   | P     | 18 | Lance Stroll          | STR   |
| Aston Martin Aramco Formula One Team   | Aston Martin Aramco-Mercedes | AMR25             | Mercedes   | P     | 14 | Fernando Alonso       | ALO   |
| BWT Alpine F1 Team                     | Alpine-Renault               | A525              | Renault    | P     | 10 | Pierre Gasly          | GAS   |
| BWT Alpine F1 Team                     | Alpine-Renault               | A525              | Renault    | P     | 7  | Jack Doohan           | DOO   |
| MoneyGram Haas F1 Team                 | Haas-Ferrari                 | VF-25             | Ferrari    | P     | 31 | Esteban Ocon          | OCO   |
| MoneyGram Haas F1 Team                 | Haas-Ferrari                 | VF-25             | Ferrari    | P     | 87 | Oliver Bearman        | BEA   |
| Visa Cash App Racing Bulls F1 Team     | Racing Bulls-Honda RBPT      | VCARB 02          | Honda RBPT | P     | 6  | Isack Hadjar          | HAD   |
| Visa Cash App Racing Bulls F1 Team     | Racing Bulls-Honda RBPT      | VCARB 02          | Honda RBPT | P     | 30 | Liam Lawson           | LAW   |
| Atlassian Williams Racing              | Williams-Mercedes            | FW47              | Mercedes   | P     | 23 | Alexander Albon       | ALB   |
| Atlassian Williams Racing              | Williams-Mercedes            | FW47              | Mercedes   | P     | 55 | Carlos Sainz Jr.      | SAI   |
| KICK Sauber F1 Team                    | KICK Sauber-Ferrari          | C45               | Ferrari    | P     | 27 | Nico Hülkenberg       | HUL   |
| KICK Sauber F1 Team                    | KICK Sauber-Ferrari          | C45               | Ferrari    | P     | 5  | Gabriel Bortoleto     | BOR   |

### Piloti e team di Formula 2 2024
| Scuderia              | Costruttore | Telaio          | Power unit | Gomme | Nº | Piloti                | Sigla |
| --------------------- | ----------- | --------------- | ---------- | ----- | -- | --------------------- | ----- |
| ART Grand Prix        | Dallara     | Dallara F2 2024 | Mecachrome | P     | 1  | Victor Martins        | MAR   |
| ART Grand Prix        | Dallara     | Dallara F2 2024 | Mecachrome | P     | 2  | Zak O'Sullivan        | OSU   |
| PREMA Racing          | Dallara     | Dallara F2 2024 | Mecachrome | P     | 3  | Oliver Bearman        | BEA   |
| PREMA Racing          | Dallara     | Dallara F2 2024 | Mecachrome | P     | 4  | Andrea Kimi Antonelli | ANT   |
| Rodin Motorsport      | Dallara     | Dallara F2 2024 | Mecachrome | P     | 5  | Zane Maloney          | MAL   |
| Rodin Motorsport      | Dallara     | Dallara F2 2024 | Mecachrome | P     | 6  | Ritomo Miyata         | MIY   |
| DAMS Lucas Oil        | Dallara     | Dallara F2 2024 | Mecachrome | P     | 7  | Jak Crawford          | CRA   |
| DAMS Lucas Oil        | Dallara     | Dallara F2 2024 | Mecachrome | P     | 8  | Juan Manuel Correa    | COR   |
| Invicta Racing        | Dallara     | Dallara F2 2024 | Mecachrome | P     | 9  | Kush Maini            | MAI   |
| Invicta Racing        | Dallara     | Dallara F2 2024 | Mecachrome | P     | 10 | Gabriel Bortoleto     | BOR   |
| MP Motorsport         | Dallara     | Dallara F2 2024 | Mecachrome | P     | 11 | Dennis Hauger         | HAU   |
| MP Motorsport         | Dallara     | Dallara F2 2024 | Mecachrome | P     | 12 | Franco Colapinto      | COL   |
| Van Amersfoort Racing | Dallara     | Dallara F2 2024 | Mecachrome | P     | 14 | Enzo Fittipaldi       | FIT   |
| Van Amersfoort Racing | Dallara     | Dallara F2 2024 | Mecachrome | P     | 15 | Rafael Villagómez     | VIL   |
| Hitech Pulse-Eight    | Dallara     | Dallara F2 2024 | Mecachrome | P     | 16 | Amaury Cordeel        | ACO   |
| Hitech Pulse-Eight    | Dallara     | Dallara F2 2024 | Mecachrome | P     | 17 | Paul Aron             | ARO   |
| Campos Racing         | Dallara     | Dallara F2 2024 | Mecachrome | P     | 20 | Isack Hadjar          | HAD   |
| Campos Racing         | Dallara     | Dallara F2 2024 | Mecachrome | P     | 21 | Josep Maria Martí     | JMA   |
| Trident               | Dallara     | Dallara F2 2024 | Mecachrome | P     | 22 | Richard Verschoor     | VER   |
| Trident               | Dallara     | Dallara F2 2024 | Mecachrome | P     | 23 | Roman Staněk          | STA   |
| AIX Racing            | Dallara     | Dallara F2 2024 | Mecachrome | P     | 24 | Joshua Dürksen        | DUR   |
| AIX Racing            | Dallara     | Dallara F2 2024 | Mecachrome | P     | 25 | Taylor Barnard        | BAR   |

## Lista dei circuiti
F1 25 contiene tutti i circuiti del calendario della stagione 2025 di Formula 1.
| No. | Gran Premio                                             | Circuito                           | Sede              |
| --- | ------------------------------------------------------- | ---------------------------------- | ----------------- |
| 1   | Louis Vuitton Australian Grand Prix                     | Albert Park Circuit                | Melbourne         |
| 2   | Chinese Grand Prix                                      | Shanghai International Circuit     | Shanghai          |
| 3   | Lenovo Japanese Grand Prix                              | Suzuka International Racing Course | Suzuka            |
| 4   | Gulf Air Bahrain Grand Prix                             | Bahrain International Circuit      | Manama            |
| 5   | STC Saudi Arabian Grand Prix                            | Jeddah Corniche Circuit            | Gedda             |
| 6   | Crypto.com Miami Grand Prix                             | Miami International Autodrome      | Miami             |
| 7   | AWS Gran Premio del Made in Italy e dell'Emilia-Romagna | Autodromo Enzo e Dino Ferrari      | Imola             |
| 8   | TAG Heuer Grand Prix de Monaco                          | Circuit de Monaco                  | Monaco            |
| 9   | Aramco Gran Premio de España                            | Circuit de Barcelona-Catalunya     | Montmeló          |
| 10  | Pirelli Grand Prix du Canada                            | Circuito Gilles-Villeneuve         | Montréal          |
| 11  | MSC Cruises Großer Preis von Österreich                 | Red Bull Ring                      | Spielberg         |
| 12  | Qatar Airways British Grand Prix                        | Silverstone Circuit                | Silverstone       |
| 13  | Belgian Grand Prix                                      | Circuit de Spa-Francorchamps       | Stavelot          |
| 14  | Lenovo Hungarian Grand Prix                             | Hungaroring                        | Mogyoród          |
| 15  | Dutch Grand Prix                                        | Circuit Zandvoort                  | Zandvoort         |
| 16  | Pirelli Gran Premio d'Italia                            | Autodromo nazionale di Monza       | Monza             |
| 17  | Qatar Airways Azerbaijan Grand Prix                     | Baku City Circuit                  | Baku              |
| 18  | Singapore Airlines Singapore Grand Prix                 | Marina Bay Street Circuit          | Singapore         |
| 19  | MSC Cruises United States Grand Prix                    | Circuit of the Americas            | Austin            |
| 20  | Gran Premio de la Ciudad de México                      | Autodromo Hermanos Rodríguez       | Città del Messico |
| 21  | MSC Cruises Grande Prêmio de São Paulo                  | Autódromo José Carlos Pace         | San Paolo         |
| 22  | Las Vegas Grand Prix                                    | Las Vegas Strip Circuit            | Las Vegas         |
| 23  | Qatar Airways Qatar Grand Prix                          | Lusail International Circuit       | Doha              |
| 24  | Etihad Airways Abu Dhabi Grand Prix                     | Yas Marina Circuit                 | Abu Dhabi         |